# Alcoroches (kommunhuvudort)
Alcoroches är en kommunhuvudort i Spanien.   Den ligger i provinsen Provincia de Guadalajara och regionen Kastilien-La Mancha, i den centrala delen av landet, 170 km öster om huvudstaden Madrid. Alcoroches ligger 1 410 meter över havet och antalet invånare är 167.
Terrängen runt Alcoroches är huvudsakligen kuperad, men åt nordväst är den platt. Runt Alcoroches är det mycket glesbefolkat, med 7 invånare per kvadratkilometer. Närmaste större samhälle är Orihuela del Tremedal, 11,8 km sydost om Alcoroches. 